# Llibre del Coch
«Llibre del Coch» (Книга повара) — каталонская поваренная книга XVI века авторства Роберта де Нола; первая печатная каталонская поваренная книга.
Самое раннее известное издание 1520 года происходит из Барселоны и написано на каталанском языке. Но содержащиеся в ней рецепты, вероятно, относятся к XV веку, на что указывают, в частности, ограничения в еде во время Великого поста, которые были закреплены только в начале 90-х годов XV века. В книге заметно итальянское влияние (например, в области лексики — иногда вместо каталанских слов используются итальянские; возможно, оригинал книги был написан на итальянском языке и это только перевод на каталанский), а также провансальское, далматское, французское и арабское.
Автор Llibre del Coch указан как шеф-повар короля Фердинанда I.
Llibre del Coch содержала около 200 рецептов. Они делятся на две группы: для употребления в обычные дни и во время Великого Поста и в другие дни поста. Большая часть рецептов (около одной четвертой) — это блюда из рыбы и морепродуктов (в частности, тунца, осьминога, форели и хека), приготовленных в виде лепёшек, рагу, а также тушёных, жареных или вареных. Рыбные блюда часто являются просто адаптациями постных мясных блюд. Кроме того, в книгу входят рецепты мясных блюд, соусов и блюд из фруктов.
Помимо рецептов книга содержит также кулинарные советы, например, по приготовлению мяса, подаче блюд и сервировке стола.
Книга предназначалась для высших сословий и пользовалась большой популярностью: в XVI веке вышло не менее 5 переизданий каталанской версии. В 1525 году в Толедо был издан её перевод на кастильский язык, эта версия до конца столетия выдержала по меньшей мере 7 переизданий.